# МКГ-25

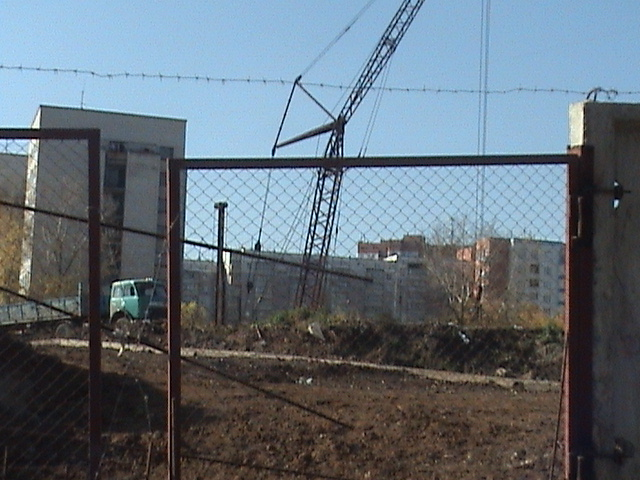

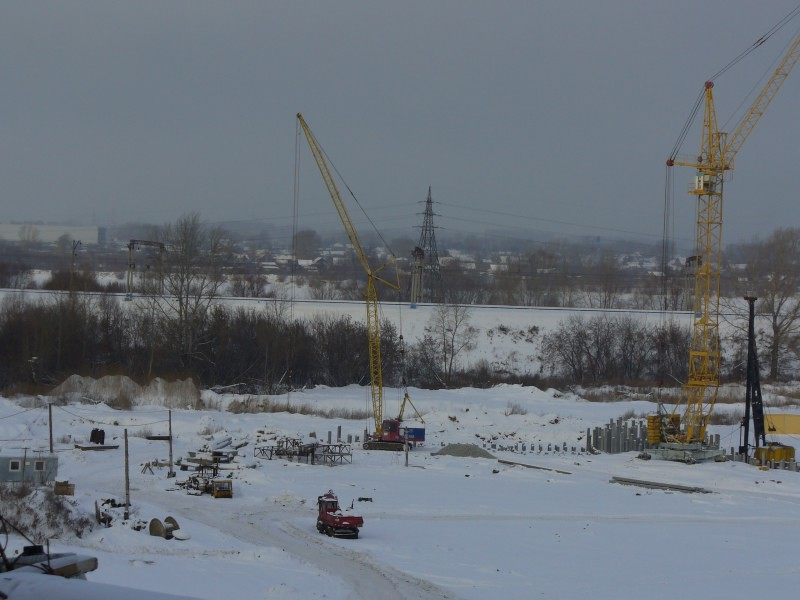

МКГ-25БР — полноповоротный самоходный кран на раздвижном гусеничном ходу с дизель-электрическим многомоторным приводом. Кран выпускался на предприятиях Советского Союза с 1970-х годов: Чебаркульском ремонтно-механическом заводе, Днепропетровском опытном заводе средств механизации, Ильичёвском рудоремонтном заводе Минуглепрома УССР в городе Стаханов Луганской области, а также на Дебальцевском заводе металлургического машиностроения. Кран стал модификацией крана МКГ-25 и имеет свою предысторию.

## Описание

### История
В 1965 году Днепропетровский опытный завод средств механизации начал выпуск гусеничных кранов модели МКГ-25 на ходовом устройстве с многокатковыми гусеничными тележками. Кран оснащался индивидуальным приводом, обладал грузоподъёмностью 25т. В качестве основного стрелового оборудования устанавливалась стрела длиной 17,5м. Основная стрела наращивалась при помощи сменных секций-вставок, каждая длиной по 5м, что давало возможность увеличить длину стрелы до 32,5м.
Все основные узлы крана МКГ-25, кроме ходового устройства унифицированы с краном на пневмоколёсном ходу МКП-25, который выпускался Куйбышевским механическим заводом № 1 и отличался пониженной грузоподъёмностью на вспомогательном подъёме до 3т.
В 1966 году на базе модели МКГ-25 был создан совместный советско-германский кран RDK-25, а c 1972 года начат выпуск его модификации — крана RDK 250-1.
В июне 1967 года прошёл межведомственные испытания гусеничный кран МКГ-25БС, созданный в ЦКБ Главстроймеханизации Министерства монтажного и специального строительства СССР с использованием узлов ходовой части крана МКГ-25. В стреловом исполнении технические характеристики кранов совпадали, однако новый кран МКГ-25БС можно было дооснастить башенно-стреловым оборудованием.

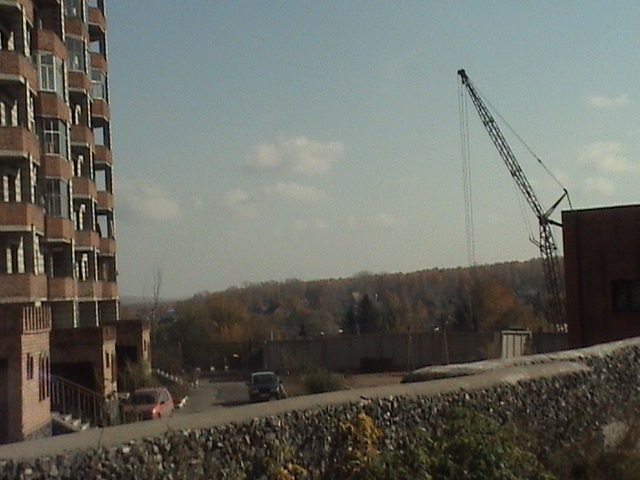

Краны МКГ-25БС были предназначены: в стреловом исполнении — для выполнения монтажных работ на строительстве промышленных объектов, а в башенно-стреловом применялись при монтаже длинномерных (до 12м) железобетонных плит и надшахтных копров каменноугольных шахт. Первая партия этих кранов была выпущена в первом квартале 1968 года на Днепропетровском заводе металлоконструкций № 2.

### Описание МКГ-25БР
Кран предназначен для монтажных, погрузочно-разгрузочных работ, а также применяется в мостостроении, а также применялся в энергетическом строительстве.
Кран является модификацией крана МКГ-25. Выпускался на Чебаркульском ремонтно-механическом заводе.

## Модификации
В настоящее время выпускаются краны серии МКГ-25.01, ставшие дальнейшим развитием кранов МКГ-25БР. Краны этой серии, как и предшествующая серия обладают раздвижным ходовым устройством, но в отличие от прежних серий имеют 19 видов сменного рабочего оборудования, не считая дополнительного: буровое, копровое и сваевдавливающее. Краны МКГ-25.01 выпускались ЧКЗ. Также производились модификации серии 25.01 крана под индексами «-А» и «-Б».
- МКГ-25.01А — краны выпускались ЧКЗ и Днепропетровским опытным заводом средств механизации (ныне ООО "Днепропетровский завод кранов и средств механизации «Днепрокран»)[9].
- МКГ-25.01Б. Производился Челябинским механическим заводом с 2002 года[9].

## Технические характеристики
Основные грузоподъёмные характеристики МКГ-25БР приведены в карточке,. Характеристики отдельных кранов и моделей могут отличаться.
Габариты крана:
| Ширина ходовой части                       | 3200 мм — 4300 мм |
| Длина ходовой части                        | 4600 мм           |
| Высота (в транспортном положении)          | 3900 мм           |
| Дорожный просвет (клиренс)                 | 440 мм            |
| Ширина поворотной платформы                | 4380 мм           |
| Давление на грунт (при работе)             | 0,1 МПа           |
| Давление на грунт при движении (без груза) | 0,06 МПа          |

## Описание конструкции

### Ходовая часть

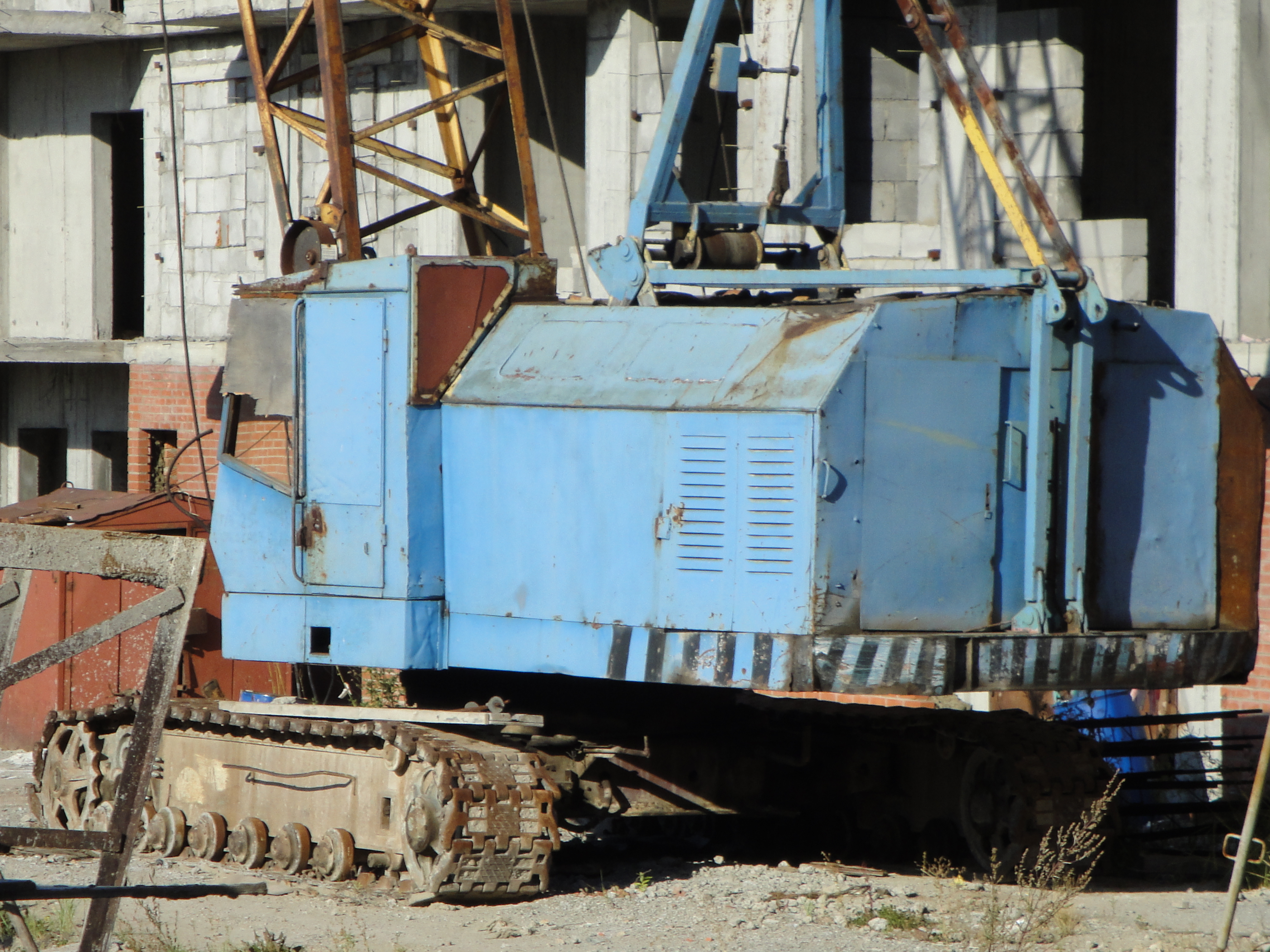

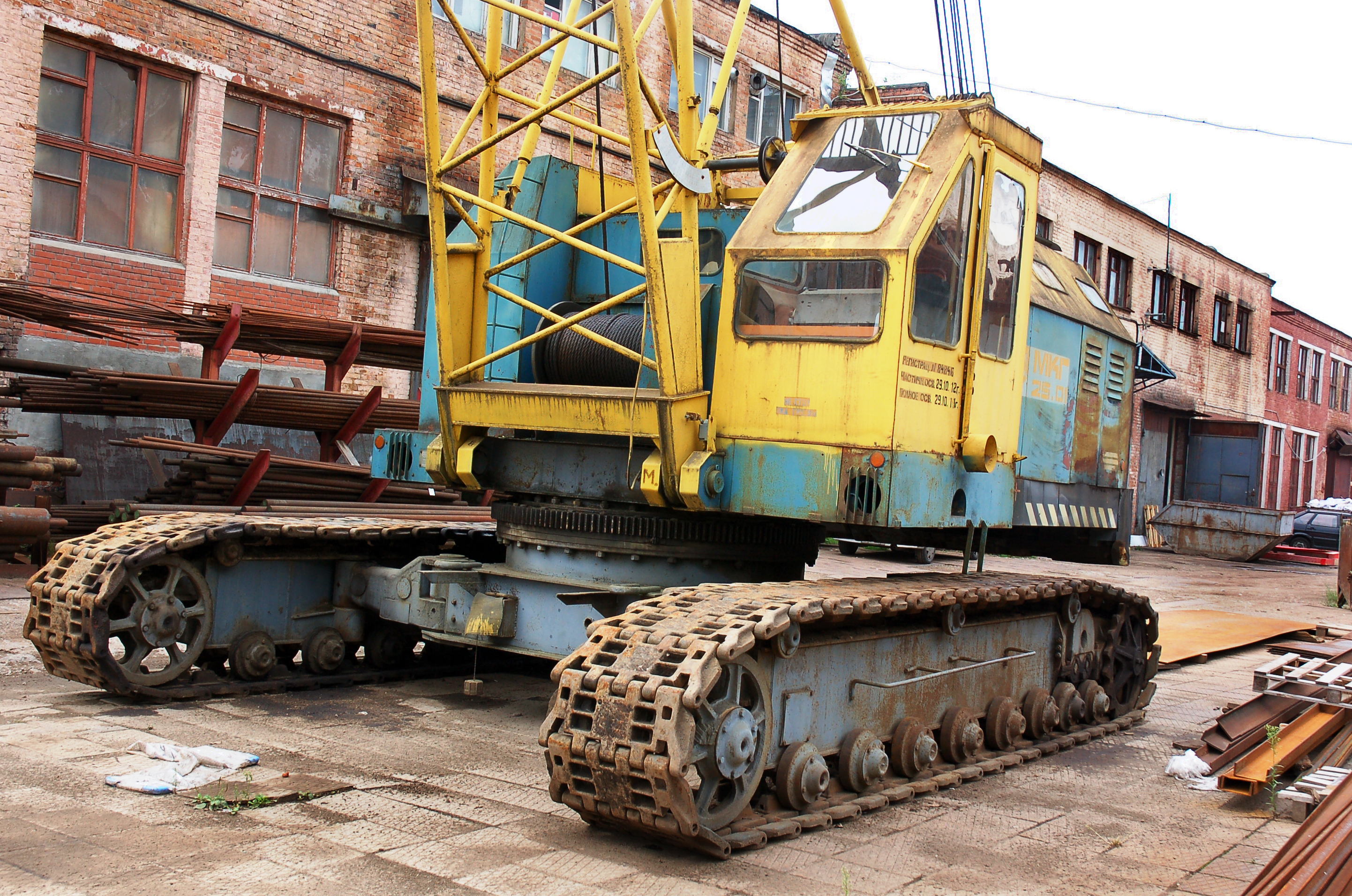
МКГ-25.01 в Москве

Особенностью конструкции МКГ-25БР является применение раздвижного гусеничного устройства. Ширина колеи меняется от 2575 мм до 3675 мм. Гусеничные тележки раздвигаются поочерёдно путём затормаживания одной и включением механизма передвижения другой. Колея крана сужается в обратной последовательности.
Ходовая рама представляет собой сварную конструкцию и опирается на две рамные гусеничные тележки многоопорной конструкции с многоопорным приводом. Ходовая рама и гусеничные тележки крана соединяются при помощи двух шарнирных балок, что позволяет крану при транспортировке вписываться в установленные габариты, а при работе — увеличивать площадь опоры и повышать устойчивость против запрокидывания.

### Поворотная платформа
Поворотная платформа крана опирается на ходовую раму при помощи двухрядного шарикового опорно-поворотного устройства с зубчатым венцом наружного зацепления. На платформе в размещаются основные рабочие механизмы крана: лебёдки подъёма стрелы, а также главного и вспомогательного подъёма груза; дизель-электростанция, расположенная в машинном отделении.

### Кабина машиниста
Кабина машиниста находится на поворотной платформе крана. Отгорожена от машинного отделения, утеплена, оборудована вентиляцией и обогревом. Управление всеми двигателями крана осуществляется при помощи контроллерной и кнопочной систем управления: управление стрелой и подъёмными механизмами осуществляется при помощи переключателей, остальные механизмы — при помощи контроллеров.

### Стреловое оборудование

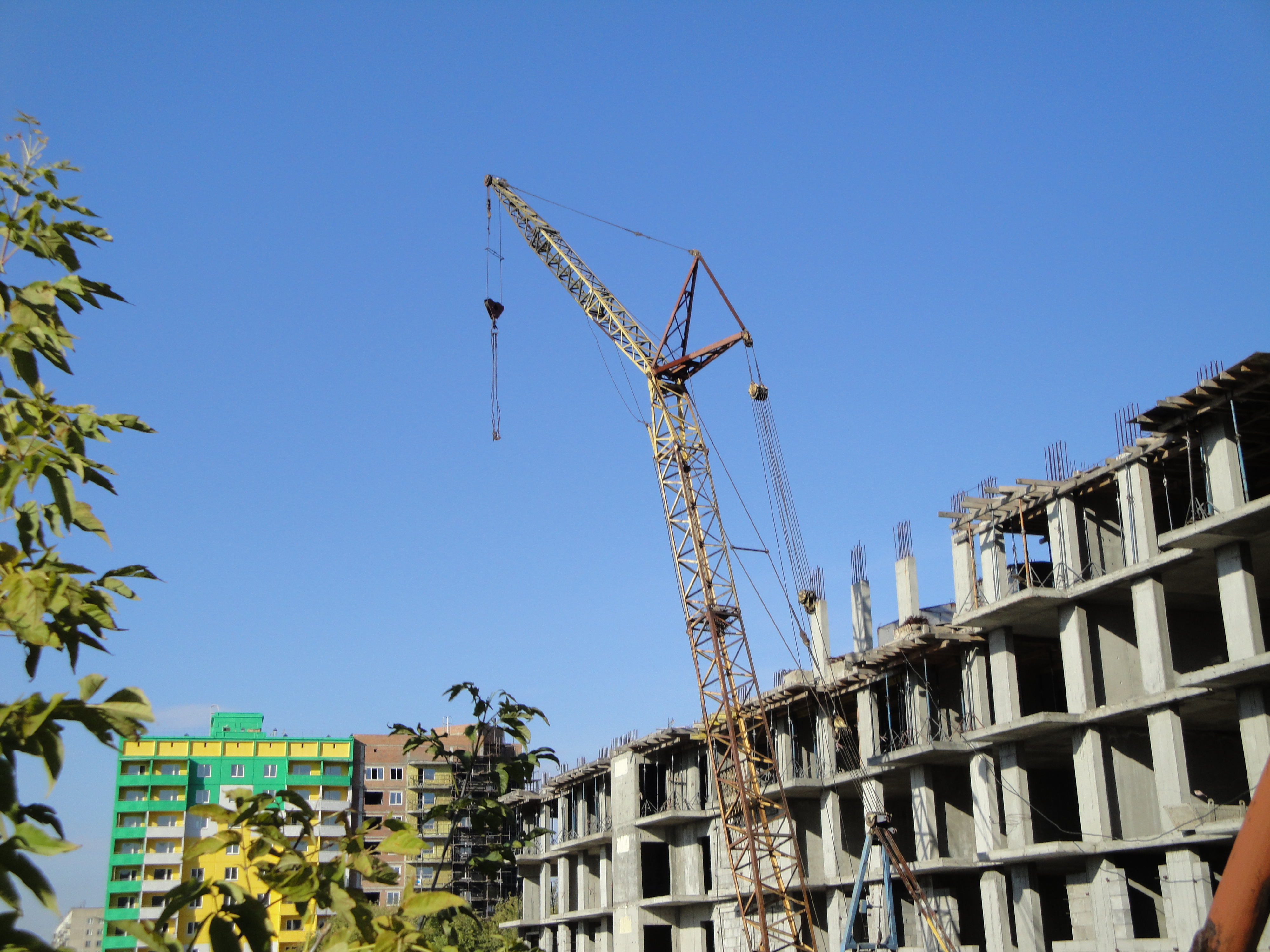

Длина основной стрелы крана составляет 13,5м. Для монтажных работ на больших высотах стрела крана наращивается при помощи вставок-секций длиной по 5м (до четырёх). Длина стрелы может составлять: от 13,5м до 33,5м. Дополнительно оголовок каждой стрелы может дооснащаться пятиметровым неподвижным гуськом, на конец которого запасовывается крюковая обойма вспомогательного подъёма грузоподъёмностью 5т. Также на кран может быть установлен гусёк длиной 2,1м.

### Башенное-стреловое оборудование
В случае необходимости на кран вместо стандартного стрелового, может быть установлено башенно-стреловое оборудование. Высота башни от пола поворотной платформы может составлять от 18,5м до 28,5м с управляемым гуськом длиной от 10м до 20м.

### Электрооборудование
В качестве электропривода на кране применяются асинхронные крановые двигатели. Для питания электродвигателей привода и аппаратуры установлена автономная дизель-электростанция типа ДУ-50. Также кран может питаться от внешней сети напряжением 380В.
Механизм основного подъёма имеет три скорости подъёма (опускания) за счёт применения двух электродвигателей, которые соединены цилиндрическим несимметричным дифференциалом.
Минимальная (посадочная) скорость груза достигается включением микропривода от малого электродвигателя с короткозамкнутым ротором. Промежуточная (вторая) скорость опускания достигается при одновременной работе двух двигателей, при этом главный из них подтормаживается электрогидравлическим тормозом типа ТКТГ-300. Максимальная (третья) скорость достигается при работе двух двигателей на их естественных характеристиках.
При включении одного малого двигателя достигается малая скорость. Для увеличения скорости подключают в работу главный электродвигатель с фазовым ротором, который регулируется подключением ступеней роторных сопротивлений.

### Системы безопасности
С целью предотвращения запрокидывания стрелы при случайном обрыве груза кран оборудован тросовым ограничителем. Также кран оборудован конечными выключателями и ограничителями грузоподъёмности для ограничения подъёма грузов и стрелы (соблюдения грузовых характеристик). В башенно-стреловом исполнении, на кран устанавливаются специальные оттяжки, которые предохраняют башню от запрокидывания в сторону поворотной платформы.

## Происшествия с МКГ-25
- 30 января 2007 года в городе Бердянск Запорожской области у крана МКГ-25БР упала стрела длиной 18,5м. В результате несчастного случая пострадали пять человек. По сообщению ГУ по ЧС и защите населения от последствий Чернобыльской катастрофы Запорожской облгосадминистрации: «падение стрелы строительного крана произошло из-за разрыва регулирующего троса наклона стрелы»[11]
- В августе 2007 года в городе Санкт-Петербург с крана МКГ-25БР, оснащённого копровой установкой, выпала свая и ударила машиниста другой установки по голове[12].

По результатам расследования, причинами несчастного случая явились: 
1. Неудовлетворительная организация производства работ, выразившаяся в том, что работа осуществлялась по ПНР, не содержащим указания об ограждении опасной зоны работы копра
.
2. Нарушение технологического процесса в части соблюдения минимального расстояния, предусмотренного ППР, взаимного приближения копров друг к другу при совместной работе
.
- 26 мая 2008 года при разгрузке краном МКГ-25БР металлоконструкций с платформы грузового автомобиля Камаз был смертельно травмирован один из монтажников[13].
- 17 февраля 2009 года в городе Тернополь у крана МКГ-25БР упала стрела на частный одноэтажный жилой дом, повредив кровлю и фасад[14].